# Pixley ka Isaka Seme

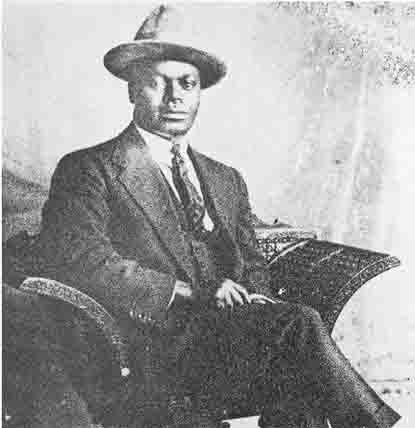
Pixley ka Isaka Seme (vor 1918)

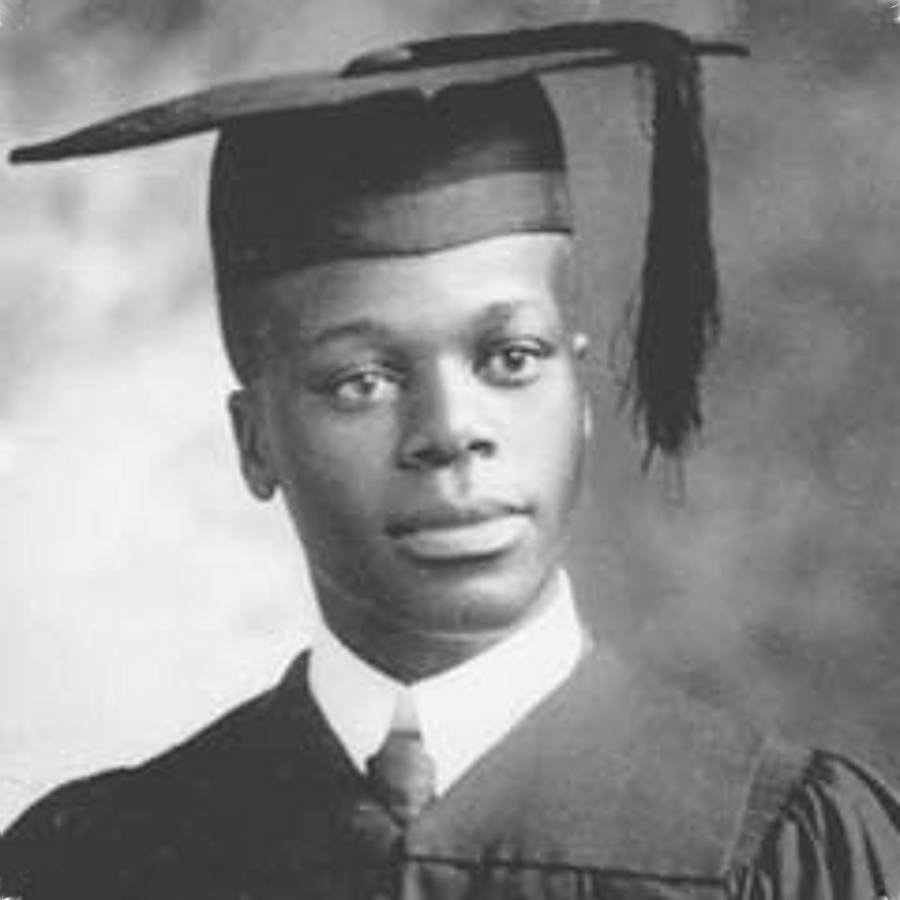
Pixley ka Isaka Seme (1906)

Pixley ka Isaka Seme (* 1. Oktober 1881 in Inanda; † 7. Juni 1951 in Johannesburg; geboren als Isaka Seme) war ein südafrikanischer Politiker und Rechtsanwalt. Er war Mitbegründer und Präsident des African National Congress (ANC).

## Leben
Seme wurde in der Zulu-Missionsstation Inanda in der damaligen Kolonie Natal geboren. Seine Mutter stammte von einem Häuptling ab. Mit 16 Jahren nahm er den Vornamen Pixley an. Mit 17 Jahren zog Seme auf Betreiben des Leiters der Missionsstation, Reverend S. C. Pixley, als einer der ersten schwarzen Südafrikaner in die USA. Er besuchte die Mount Hermon School in Massachusetts und anschließend die Columbia University in New York. In seinem Abschlussjahr an der Universität, 1906, erhielt er die George-William-Curtis-Medaille für seine rhetorischen Fähigkeiten. Er beschloss, Rechtsanwalt zu werden, und begann ein Studium an der Oxford University im Vereinigten Königreich, das er mit dem Bachelor in Zivilrecht abschloss. Er eröffnete mit seinem Landsmann Alfred Mangena eine Rechtsanwaltspraxis und beriet als Mitglied der South African Native Convention die britische Regierung bezüglich der Zukunft der damals noch britischen Kolonialgebiete auf dem Territorium des heutigen Südafrikas.
1910 oder 1911 kehrte Seme nach Südafrika zurück. Wegen der 1910 erfolgten Gründung der Südafrikanischen Union, die von der weißen Minderheit geführt wurde, organisierte er mit weiteren Schwarzen, darunter Mangena, die Gründung des South African Native National Congress (SANNC) am 8. Januar 1912. Er hielt die Hauptrede und wurde erster Schatzmeister des SANNC, der 1923 in ANC umbenannt wurde, und begründete die Zeitung Abantu Batho („Menschen, Menschen“ bzw. „Bantu-Menschen“). Als Rechtsanwalt vertrat er unter anderem den König von Swasiland, Sobhuza II., in London. Innerhalb des ANC vertrat er eine eher traditionelle Linie, die ein Zusammenarbeiten mit der Communist Party of South Africa skeptisch sah. 1930 gelang es ihm dank dieser Haltung, den vormaligen Präsidenten Josiah Tshangana Gumede in einer Kampfabstimmung zu besiegen. Er blieb bis 1936 Präsident des ANC, wurde aber wegen seiner geringen Effektivität kritisiert und schließlich durch Zaccheus Richard Mahabane abgelöst. Er blieb dem ANC jedoch verbunden und wurde unter Alfred Bitini Xuma als Verbindungsmann zu den Häuptlingen eingesetzt. 1943 nahm er den späteren ersten Vorsitzenden der ANC Youth League, Anton Muziwakhe Lembede, als Juniorpartner in seine Kanzlei auf.
Seme war mit Harriet Seme, einer Tochter des Zulukönigs Dinuzulu, verheiratet und hatte mit ihr fünf Kinder.

## Ehrungen
- 1928 erhielt er die Ehrendoktorwürde der Columbia University.
- Der südafrikanische Distrikt Pixley ka Seme in der Provinz Nordkap und die Gemeinde Pixley ka Seme in Mpumalanga wurden nach ihm benannt.
- 2006 wurde ihm postum der Order of Luthuli in Gold verliehen.